# William Waddington
William Henry Waddington (Saint-Rémy-sur-Avre, 11 dicembre 1826 – Parigi, 13 gennaio 1894) è stato un politico, archeologo e numismatico francese.
È stato primo ministro della Francia dal 5 febbraio al 28 dicembre 1879.  La sua attività di numismatico fu premiata nel 1893 con l'assegnazione della medaglia della Royal Numismatic Society.

## Biografia
William Henry Waddington era il figlio di un fabbricante di tessuti scozzese stabilitosi in Francia e naturalizzato francese.
Mandato a studiare in Inghilterra, frequenta la Rugby School e poi il Trinity College a Cambridge.
Nel maggio del 1849, gareggia, vincendo, per Cambridge nella Boat Race, la competizione di canottaggio che oppone ogni anno quell'università a quella di Oxford.Non prende invece parte alla gara di dicembre dello stesso anno, vinta da Oxford.
Tornato in Francia si dedica per qualche anno alla ricerca archeologica, viaggiando in Asia Minore, Grecia e Siria. Nel periodo 1861-1862 torna in Siria con l'archeologo Melchior de Vogüé, in particolare nella Siria del Sud (Hauran) dove ricopia un gran numero di iscrizioni greche e latine che saranno la base della prima raccolta sistematica d'iscrizioni di questa regione.
Le sue esperienze e le sue scoperte sono registrate in due Mémoires, e nella sua "Mélanges de numismatique et de filologie" ("Miscellanea di numismatica e filologia", 1861).
Escluso il suo saggio "The Protestant Church in France", pubblicato il 1856 nei Cambridge Essays, tutte le altre sue opere riguardano l'archeologia.
Nel 1865, William Henry Waddington fu eletto alla Académie des inscriptions et belles-lettres e nel 1868 fu uno dei fondatori della École pratique des hautes études.
Nel 1871 è eletto deputato e poi nel 1875 senatore.
Nel 1873 è nominato ministro della Pubblica istruzione in un gabinetto di brevissima durata.
Nel 1876 Jules-Armand Dufaure lo chiama nuovamente al ministero della Pubblica istruzione. Dato che è un protestante il ministero dei lavori pubblici, che ha competenze sull'edilizia religiosa, rimane separato dalla pubblica istruzione. Mantiene il dicastero anche sotto Jules Simon ed è coinvolto nella crisi del 16 maggio del 1877 (Crise du seize mai).
La vittoria dei repubblicani porta Jules-Armand Dufaure, capo dei repubblicani, alla presidenza del Consiglio e Waddington diventa Ministro degli Affari esteri.
Nel 1879 Dufaure, a 81 anni, decide di dimettersi. Per sostituirlo il presidente Jules Grévy non vuole nominare Gambetta, il grande eroe della repubblica che lo metterebbe in ombra, né Ferry, troppo protezionista per una maggioranza parlamentare tendenzialmente liberale. Preferisce Waddington, una personalità di secondo piano. Waddington forma quindi il suo governo.
Decide in primo luogo di conservare il ministero degli Affari esteri e di confermare nelle loro funzioni: il generale Gresley alla Guerra, Say alle Finanze, Freycinet ai Lavori pubblici ed Émile de Marcère agli Interni e ai Culti. Per il resto nomina: all'Istruzione, Jules Ferry; alla Giustizia, Le Royer.
A metà febbraio, senza una votazione, la Camera adotta La Marsigliese come inno nazionale ufficiale. In effetti nel 1795 la Convenzione l'aveva definita «chant national» con una legge che non era mai stata abrogata ma era di fatto decaduta per desuetudine. I deputati si limitano a confermarla. Nei giorni seguenti Waddington fa adottare un'amnistia parziale per i Comunardi. Con queste due leggi adottate rapidamente (Marsigliese e amnistia), Waddington stupisce l'opinione pubblica e trasforma il suo gabinetto di transizione in un governo duraturo.
La situazione gli permette ora di governare realmente. All'inizio di marzo Grévy fa nominare suo fratello Albert governatore dell'Algeria in sostituzione del generale Chanzy.
Nello stesso periodo il ministro degli Interni, Émile de Marcère, è accusato di pressioni amministrative per proteggere un prefetto e costretto alle dimissioni. Per sostituirlo Waddington nomina al suo posto il ministro dell'Agricoltura, Charles Lepère, un avvocato e giornalista repubblicano.
L'8 marzo una commissione d'inchiesta sugli avvenimenti del 16 maggio 1877 (il conflitto di poteri tra Mac Mahon e Jules Simon che avevano causato la caduta del governo di quest'ultimo) rende le sue conclusioni e mette sotto accusa i due che hanno causato la caduta di Simon, il generale duca de Rochebouët e il duca de Broglie oltre all'allora ministro degli Interni, Fourtou. Ma la Camera rifiuta questa messa sotto accusa. Alla fine di marzo il ministro delle Finanze, Say, è implicato in uno scandalo ed è pronto a dimettersi, il che avrebbe comportato la caduta di Waddington. Gambetta afferma allora che lui si augura che Waddington resti al suo posto e riesce a salvare Say.
Alla fine di maggio Waddington intende proseguire con le riforme e domanda al parlamento di modificare la costituzione per permettere il ritorno della Camera dei deputati a Parigi, dato che si trova a Versailles dopo la Commune. Il Senato rifiuta e Waddington deve rinunciare. Il 1º giugno il principe Napoleone, allora in servizio nell'esercito britannico, rimane ucciso in Africa australe. La morte del giovane principe, intelligente e popolare tra i francesi, riduce notevolmente le possibilità di restaurazione imperiale, cui i bonapartisti avevano iniziato a credere dopo essere divenuti la prima forza politica d'opposizione nel paese.
A metà giugno Waddington gioca il tutto per tutto e minaccia il Senato di dimettersi se la Camera dei deputati non torna a Parigi: il Senato si arrende e accetta. Nei giorni successivi la Camera adotta il progetto di legge presentato da Jules Ferry, che vieta l'insegnamento alla congregazioni non autorizzate.
Rapidamente il parlamento decide di far tornare ufficialmente la Camera a Parigi e assegna il Palazzo del Lussemburgo al Senato e il palazzo Borbone alla Camera.
Alla fine di luglio la Camera adotta una legge che vieta l'ingresso nei consigli di amministrazione degli ospizi a tutte le persone che occupino delle funzioni nel clero.
A metà ottobre la Germania si allea con l'Austria creando la Duplice alleanza. Il 2 dicembre l'estrema sinistra radicale, guidata da Clemenceau, attacca violentemente Waddington e domanda un voto pro o contro il governo. Clemenceau in questo caso spera che la destra smetta di astenersi sistematicamente come ha fatto da due anni e che voti assieme ai radicali contro il governo. Ma la destra resta neutrale e il risultato è: 221 voti per Waddington e 97 contro.
Clemenceau ritenta il 16 dicembre e questa volta la destra lo segue. Il risultato è di 250 voti a favore e 175 contro. Waddington vince di nuovo, ma il vantaggio è nettamente ridotto, e Waddington intravede il momento in cui sarà sfiduciato dalla Camera e preferisce quindi dimettersi in quel momento.
Il presidente Grévy lo deve quindi sostituire e vede un'occasione per cambiare strategia. Il suo obbiettivo principale è impedire a Gambetta d'arrivare al potere. Sa anche che non avrà un'altra possibilità come quella che ha avuto con Waddington, cioè un personaggio di secondo piano che si rivela capace come uomo di stato e anche molto popolare.
Decide quindi di mettere alla testa del governo un uomo già popolare, competente e sperimentato. La sua scelta cade sul ministro del lavori pubblici, Charles de Freycinet.
Massone, con Henri Martin nel 1879 presentò Paul Doumer all'iniziazione nella loggia parigina Union fraternelle, appartenente al Grande Oriente di Francia.
Waddington muore per albuminuria di cui soffriva da tempo e che si era aggravata improvvisamente. È sepolto a Parigi, al cimitero di Père-Lachaise.

## Famiglia
Waddington sposò a Parigi Mary Alsop King, una scrittrice statunitense di New York City, figlia di Charles King, un accademico, politico, editore statunitense nonché nono presidente dell'allora Columbia College (ora Columbia University) e della sua seconda moglie, Henrietta Liston Low.
I Waddington ebbero un figlio, Francis Richard, che sposò a Parigi il 18 gennaio 1903 Charlotte Sallandrouze de Lamornaix, figlia dell'ammiraglio Sallandrouze de Lamornaix.
È fratello di Richard Waddington, lo storico e cugino del filosofo Charles Waddington.

## Pubblicazioni
- 1861 : Mélanges de numismatique et de philologie
- 1864 : Édit de Dioclétien établissant le maximum dans l'Empire romain
- 1870 : Inscriptions grecques et latines de la Syrie
- 1877 : Voyage archéologique en Grèce et en Asie Mineure